# Abbaye du Coudenberg
Pour les articles homonymes, voir Abbaye Saint-Jacques et Coudenberg (homonymie).
L'abbaye Saint-Jacques-sur-Coudenberg, plus communément appelée abbaye du Coudenberg, est une ancienne abbaye tenue par les chanoines réguliers de saint Augustin, sur la colline du Coudenberg, à Bruxelles. Elle a existé entre 1731 et 1795, mais son origine remonte au XIIe siècle. À cet endroit, en effet, en 1162, une chapelle est cédée à l'Ordre du Temple, cette chapelle ayant servi d'oratoire au château des comtes de Louvain et de Bruxelles, puis elle est devenue un prieuré au XIVe siècle.
Pendant la révolte des Gueux au XVIe siècle, les bâtiments sont dévastés par les iconoclastes calvinistes. En 1731, le monastère est élevé au rang d'abbaye. Lors de l'aménagement de la place Royale, entre 1776 et 1781, l'abbaye reconstruit son église (église Saint-Jacques-sur-Coudenberg), bâtit les deux hôtels particuliers attenants, bâtiments qui hébergent actuellement la Cour constitutionnelle et l'espace culturel ING.
Après l'annexion, en 1795, des Pays-Bas autrichiens par la Première République française, l'abbaye est définitivement dissoute, ses possessions sont vendues comme bien national. Puis l'établissement héberge, tour à tour, un temple de la Raison, l'état-major de l'École militaire fraichement créée par le roi Léopold Ier. L'église devient en 1986 la cathédrale du diocèse auprès des Forces armées belges.

## Toponymie
« Coudenberg », ou en néerlandais moderne Koudenberg, signifie « colline froide ». C'est la plus haute des collines du Bruxelles médiéval. Le lieu fut aussi connu sous les appellations de :« Frigidus mons », à l'ablatif « Frigido Monte » ou de « Froidmont » (traduction française de Koudenberg). Jusqu'au XIXe siècle, on écrivait aussi Caudenberg.

## Historique

### Diverses fondations jusqu'à la prévôté
Au début du XIIe siècle une chapelle et un hospice tous deux dédiés à saint Jacques le Majeur, car lieu d'étape sur les chemins de Compostelle venant du nord et du nord-est, jouxtent le château des comtes de Louvain et de Bruxelles construit sur la colline du Coudenberg. En 1162, la chapelle, qui sert d'oratoire au château, ainsi que l'hospice relevant tous les deux du chapitre de la collégiale Saint-Michel, sont cédés, par Godefroid III de Louvain, à l'ordre du Temple.
Selon Émile Poumon, ce n'est qu'après 1183 qu'un chapitre séculier s'est fondé près du château, les chanoines composant ce chapitre choisissant la règle de saint Augustin vers 1230. Selon Joseph Lemmens, ce n'est qu'avec la disparition de l'ordre du Temple en 1313 que les prêtres adoptent la règle des chanoines réguliers de saint Augustin et fondent la prévôté ecclésiastique du Coudenberg toujours dépendante du chapitre de la collégiale Saint-Michel.
On relève en outre que :
- les chanoines adoptent, pour leur communauté, le partage des revenus et non le vœu de pauvreté[5] ;
- le prévôt de la communauté n'a pu bénir les objets religieux et porter les ornements pontificaux qu'à partir de 1461[4].

Lors de la construction de la première enceinte de Bruxelles au XIIIe siècle, la prévôté et ses jardins, qui s'étendent jusqu'à l'actuelle rue Brederode, se retrouvent intra muros.

### Périodes transitoires pour le prieuré
Pendant le XVe siècle et les périodes bourguignonne et autrichienne, les évènements religieux liés à la cour de la Maison de Bourgogne prennent place dans l'église priorale, tels le baptême de Marie de Bourgogne en 1457, les obsèques d'Isabelle de Bourbon en 1465, les funérailles et l'inhumation, en 1481, de François de Habsbourg fils de Maximilien de Habsbourg et de Marie de Bourgogne décédé à l'âge de quatre mois. À partir du XVIe siècle et la construction, par Charles Quint, d'une chapelle dans le prolongement de l'Aula Magna du palais, les évènements religieux vont se dérouler dans cette chapelle palatine.
Pendant la révolte des Gueux, les bâtiments sont dévastés par les iconoclastes calvinistes en 1579.
En 1618, l'église du monastère devient paroissiale.

### Naissance de l'abbaye du Coudenberg
En 1731, la prévôté devient le bâtiment principal d'un ensemble monastique, élevé au rang d'abbaye. Adrien Tourondevient père-abbé mais l'impératrice Marie-Thérèse d'Autriche lui reproche d'avoir marié clandestinement (à l'insu de ses parents) un prince avec sa lingère. Il en meurt de chagrin en 1743.
L'église abbatiale, qui est gravement endommagée par un incendie en 1743, soit douze ans après celui du palais du Coudenberg, ne sera jamais restaurée car, bien que l'abbaye de la Cambre ait, pour ce faire, prêté 150 000 florins, le père-abbé du Coudenberg ne peut rembourser cette dette et se voit obligé de céder trente-cinq bonniers de terrain à la Cambre.
Il est rapporté qu'en 1774 l'abbé maltraite ses religieux mais consent des dépenses énormes pour la construction de bâtiments. C'est ainsi que lors de l'aménagement de la place Royale, entre 1776 et 1781, l'abbaye fait démolir l'église incendiée, dont l'axe de la nef était perpendiculaire à l'actuelle rue de Namur et avec le parvis donnant sur celle-ci, et la fait reconstruire perpendiculairement à la nouvelle place. C'est l'église Saint-Jacques-sur-Coudenberg telle que nous la connaissons aujourd'hui, achevée en 1787. Elle fait également bâtir les deux hôtels particuliers attenants à l'église — les Hôtels de Coudenberg — qu'elle revend en 1784 à cause de la difficulté financière créée par tous ces financements. Ces bâtiments sont, actuellement, ceux, aux nos 7-8, de la Cour constitutionnelle et, aux nos 5-6, de l'espace culturel ING.

### Dissolution et réaffectation de l'abbaye
Lors de la période française, après l'annexion, le 1er octobre 1795, des Pays-Bas autrichiens par la Première République française, l'abbaye est définitivement dissoute. Ses possessions sont vendues comme bien national et l'église devient, pendant un certain temps, un temple de la Raison avant d'être rendue, par la signature du concordat de 1801, au culte catholique en 1802.
Lors de la période belge, entre 1834 et 1870, les bâtiments de l'ancienne abbaye sont occupés par l'état-major de l'École militaire fraichement créée par le roi Léopold Ier.
Quant à l'église, si officieusement elle est considérée comme « paroisse royale », elle devient en 1986 la cathédrale du diocèse auprès des Forces armées belges.

## Les abbés du Coudenberg
- Theodorus de Lombeek (+1397)
- Egidius de Lombeek
- Gerardus van der Straeten
- Henricus Spekaert
- Egidius Strael
- Joannes Evrard
- Zibert de Honsem
- Hermanus vander Tommen
- Egidius de Diest
- Nicolaus Marie
- Joannes de Coudenberg
- Judocus Custodis
- Joannes Rampelberch
- Joannes Bonecroy
- Henricus Meulemans
- Dionisius de Carnin
- Egidius van Linthout
- Carolus vander Baeren
- Franciscus Palpart (+1688)
- Andreas van Ophem (+1706)
- Thomas Bernaerts (+1720)
- Jacques t'Serstevens (+1732)

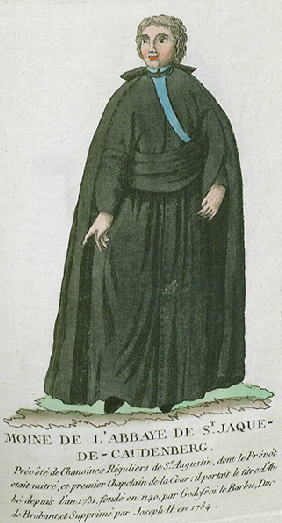
Moine de l'abbaye de St. Jacque-de-Caudenberg.

- Adrien de Touron (+1743) [14] : juge synodal de l'archidiocèse de Malines, il est nommé chapelin héréditaire (sic) des ducs de Brabant et de Bourgogne car il a accepté pour son abbaye de s'occuper de la chapelle Saint-Hubert de la Vénerie à Watermael-Boitsfort, ayant d'ailleurs confié cette tâche à son neveu Michel Meeûs, prêtre de la communauté[15]. Il rencontre là le jeune prince Maximilien de Rubempré, comte de Merode-Montfort, marquis de Trélon, et grand veneur du Brabant qu'il marie clandestinement en son abbaye avec l'autorisation écrite du cardinal d'Alsace[16]. Ce fut le grand scandale bruxellois de 1743 avec le long internement du prince à la forteresse d'Anvers et le décès de l'abbé (mort de chagrin après avoir été destitué pour le motif qu'une fille est née un mois après le mariage).
- Nicolas Cloquet (+1769)
- Gilles Warnots est admis comme membre des États de Brabant en 1775[4]. Le 3 novembre 1775, les religieux décident de construire l'église de la place Royale en reconnaissance de cette admission[4], mais en fait, c'est Charles de Lorraine qui invita l'abbé à participer à l'édification de l'église, ce qui ruina le monastère[4].
- Grégoire Joseph Van der Heyden est cité comme sous-diacre  et prélat de l'abbaye parmi les autorités ecclésiastiques présentes lors d'une procession en souvenir du Saint-Sacrement de miracle en 1781[17].

## Aspects architecturaux et culturels
L'abbaye contenait autrefois des tableaux de Pierre Paul Rubens. On peut noter par contre qu'il subsiste, :
- l'église édifiée par l'architecte Guimard de 1776 à 1785, et desservant la paroisse royale en 1973 ;
- au 10, rue de Namur, un bâtiment de style Louis XVI qui servit successivement de lycée, de collège, d'athénée puis d'école militaire jusqu'en 1874. Dans ce bâtiment, Léopold II réunissait souvent les pionniers du Congo.

## Galerie d'illustrations

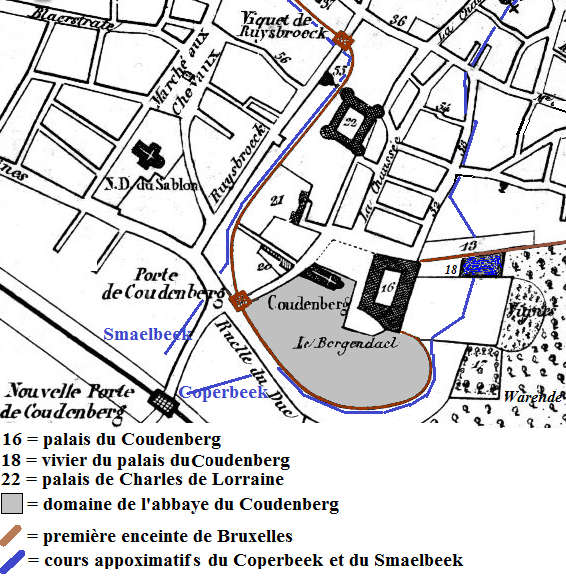
Le domaine de l'abbaye au XVe siècle.
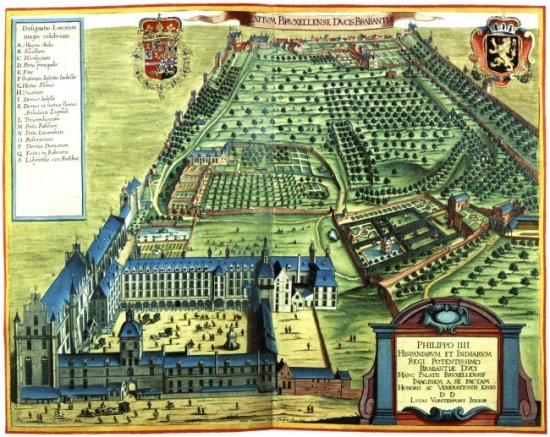
L'abbaye, dans la partie inférieure-droite, en 1659.
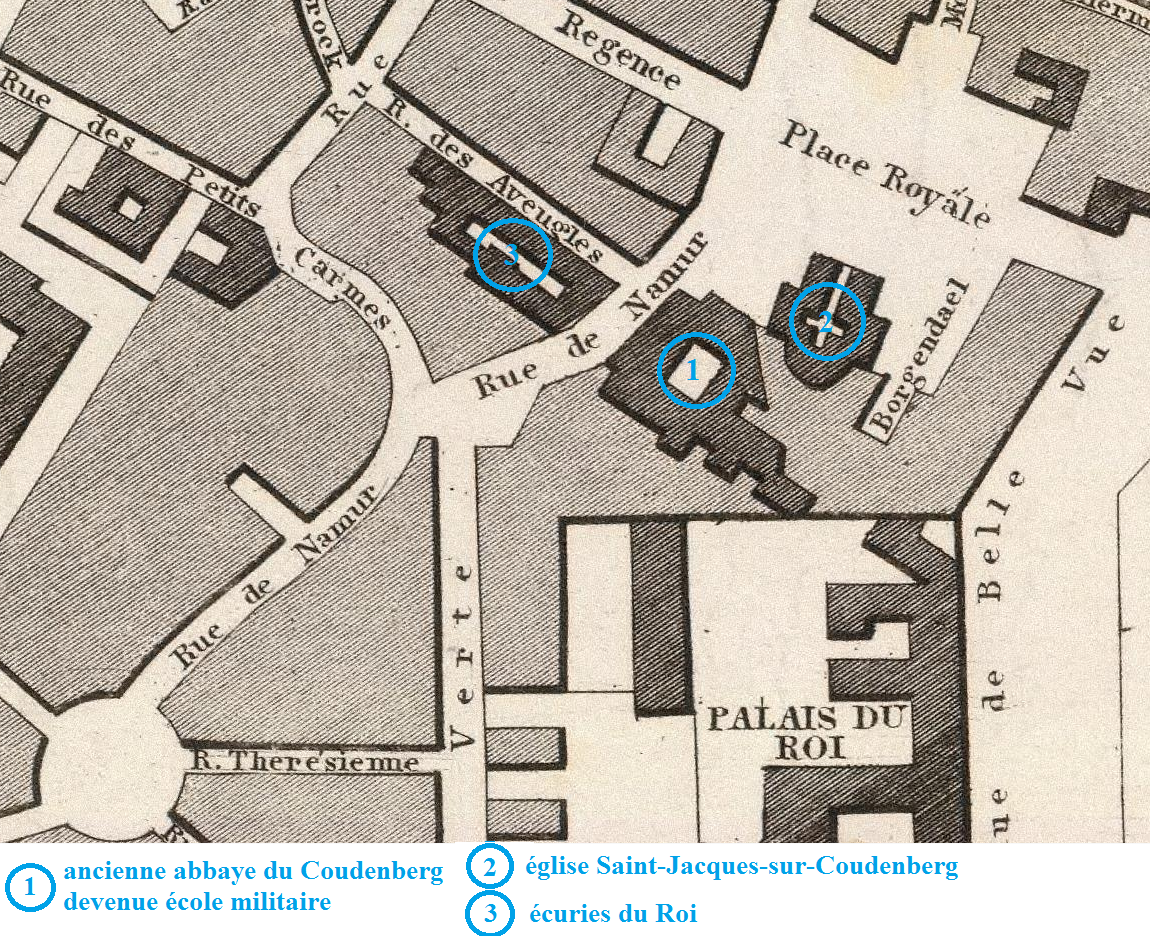
Les bâtiments de l'ancienne abbaye et l'église en 1837.
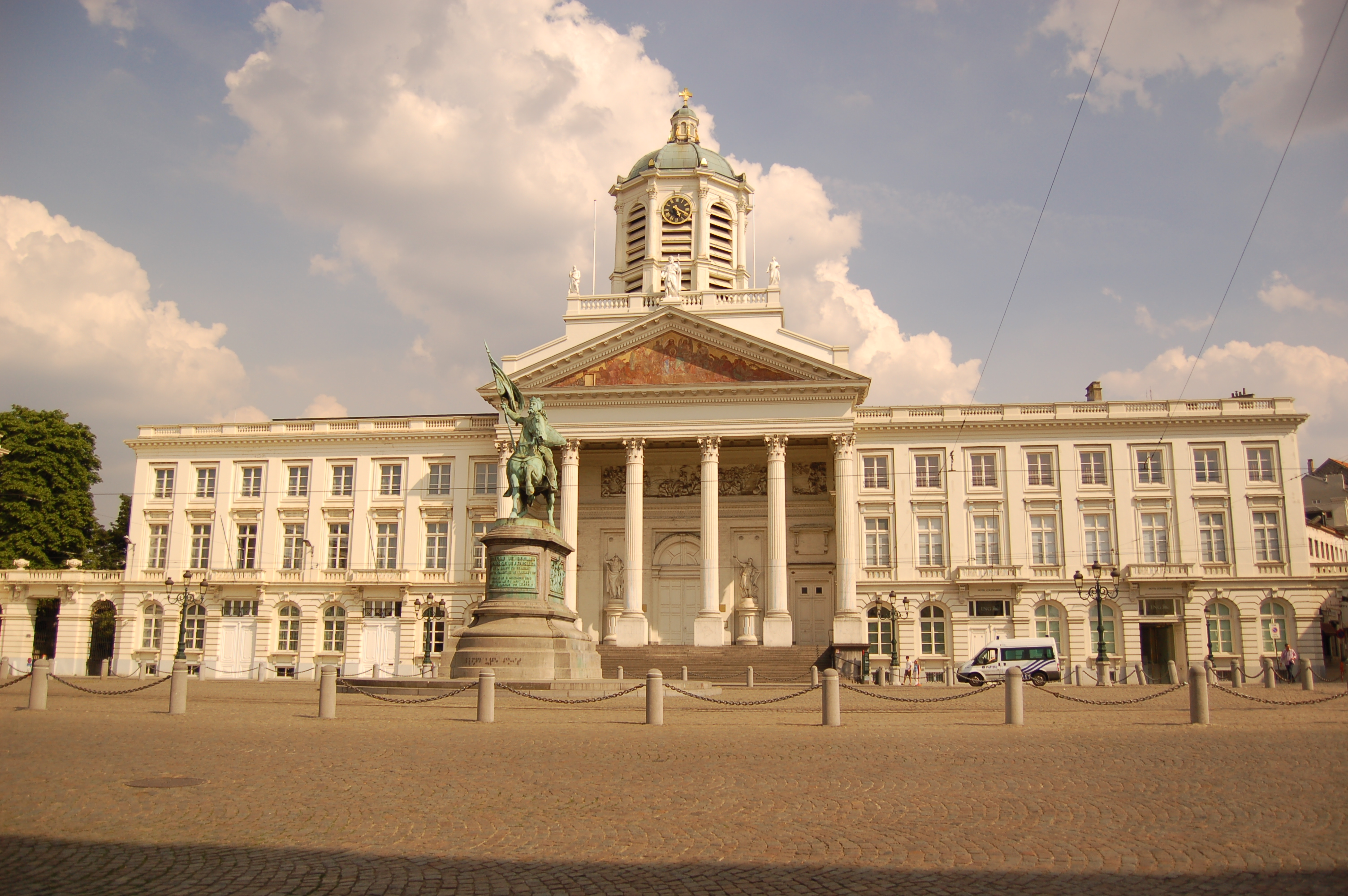
L'ensemble architectural construit par l'abbaye sur la place Royale.